# Iowa
Iowa (IPA: [ˈaɪ.ə.wə] kiejtéseⓘ) az Amerikai Egyesült Államok egyik középnyugati állama, fővárosa Des Moines. 1846. december 28-án, 29.-ként csatlakozott az Unióhoz. Az államot úgy is emlegetik, mint a „Sólyomszem állam” (angolul Hawkeye State), de a „magas kukorica állama” (Tall Corn State) néven is ismert.

## Neve
Az államot a korábban itt élő iowa nevű sziú nyelvet beszélő, indián törzsről nevezték el.

## Földrajza
Iowa államot keleten a Mississippi folyó választja el Illinois és Wisconsin államoktól, nyugaton pedig a Missouri folyó alkotja majdnem teljes egészében a természetes határt Nebraska és Iowa között.
A Big Sioux folyó az északnyugati sarokban Dél-Dakotával alkot közös határt. Északról Minnesota, délről pedig Missouri államokkal határos.
Fővárosa Des Moines, mely Polk megyében helyezkedik el.
Az államnak sok természetes tava van, ilyen a Spirit-tó, a West Okoboji-tó, az East Okoboji-tó, északnyugaton a Iowa Great tavak, az állam keleti részében pedig a Clear-tó. Emellett számos mesterséges tavat is létesítettek, ezek között a legnagyobbak az Odessa-tó),  a Saylorville-tó, a Red Rock-tó, a Coralville-tó, a MacBride-tó és a Rathbun tavak.
Az állam felszíne enyhén lejt kelet felé. Nyugati részén kissé dimbes-dombos alföldet találunk, a Mississippi mentén pedig a „Driftless Zone” dombvidéke fekszik.
Legalacsonyabb pontja Keokuk (146 m), legmagasabb pontja pedig  az állam északnyugati részén fekvő Hawkeye Point (509 m). Az állam átlagos magassága 335 m; területét tekintetbe véve a szintkülönbség elenyésző.
Iowa talaja a gleccserek által felőrölt gránitból áll, mely gazdag termőfölddé alakult.

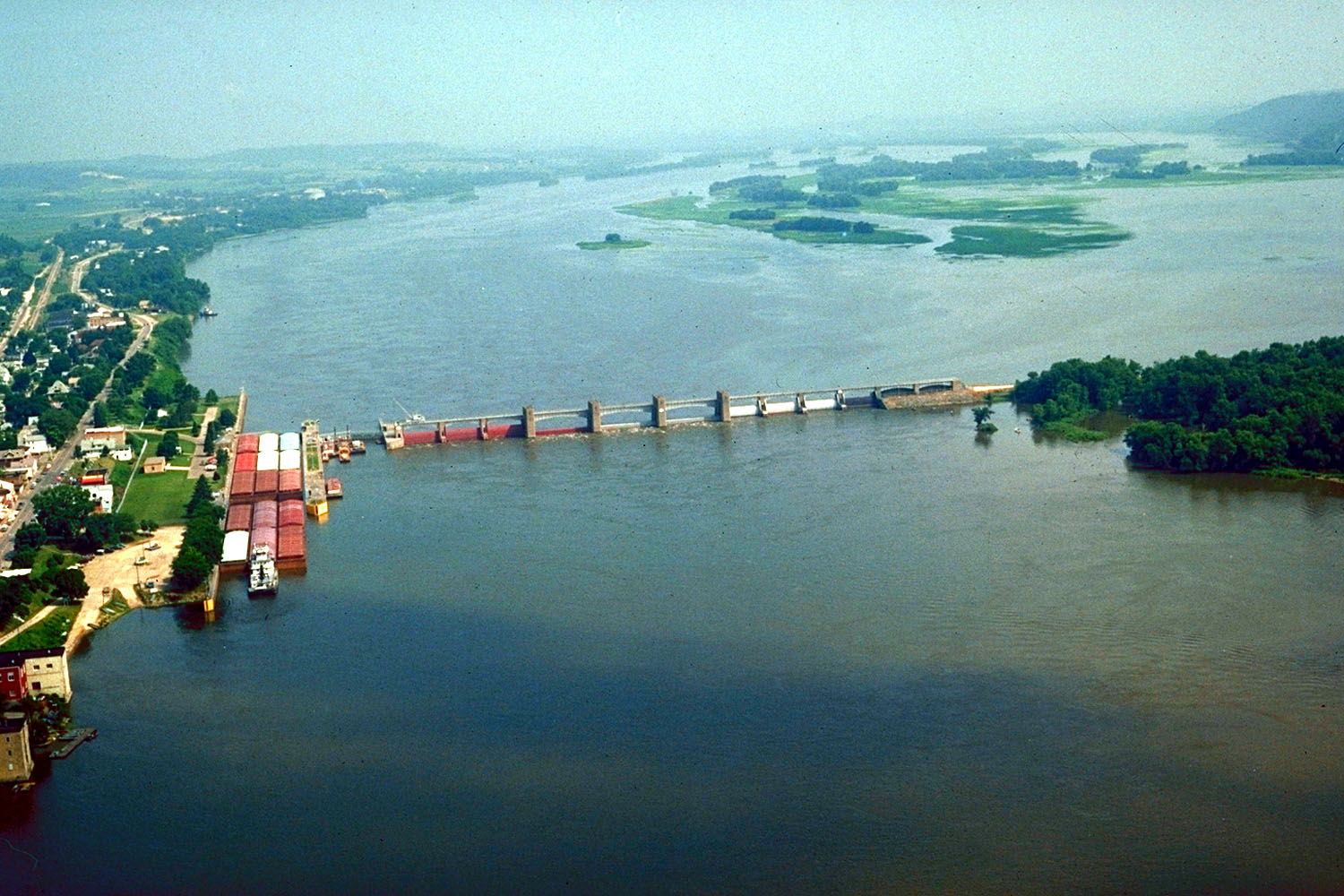
Mississippi folyó, duzzasztó gát és vízgyűjtő
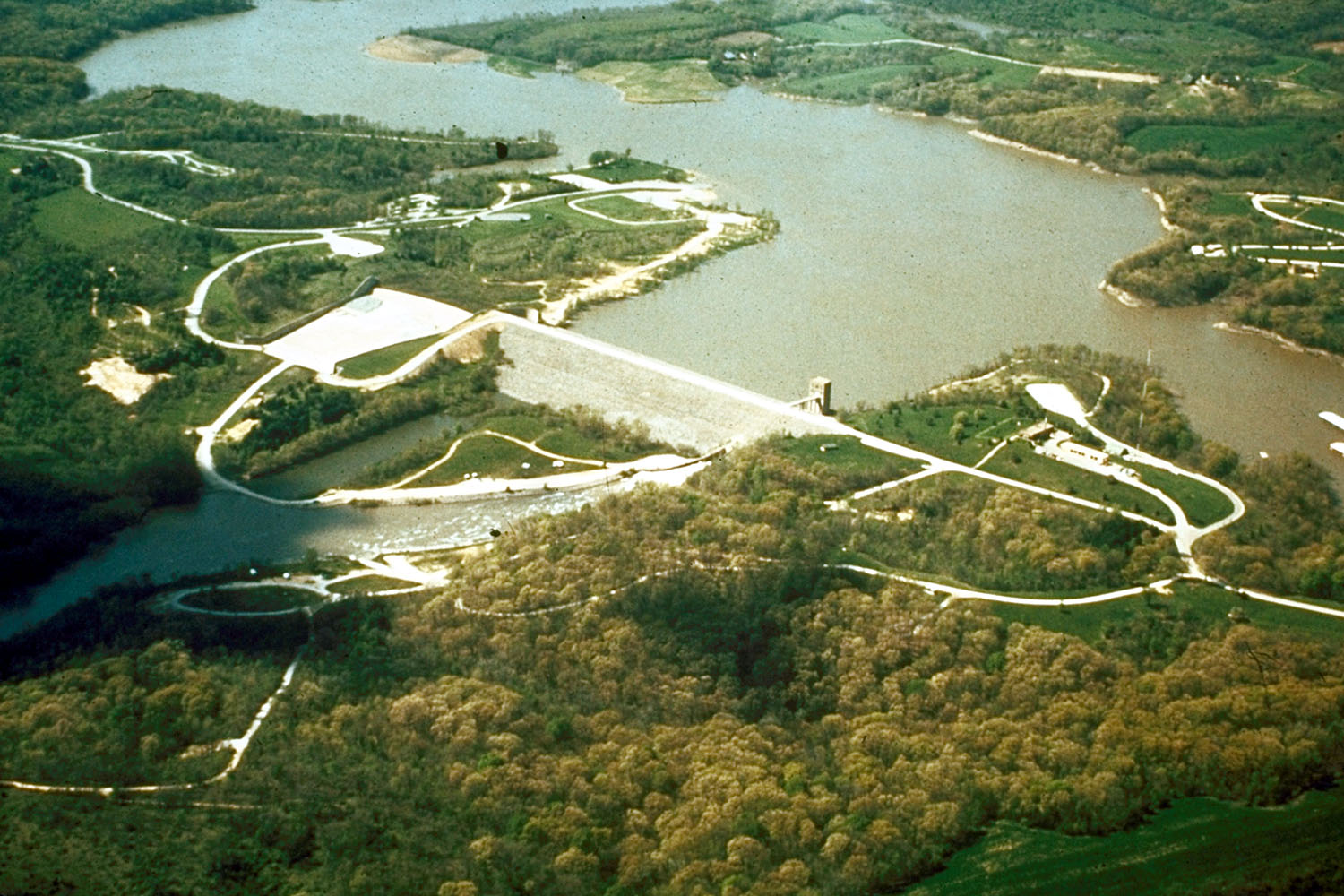
Coralville vízgyűjtő
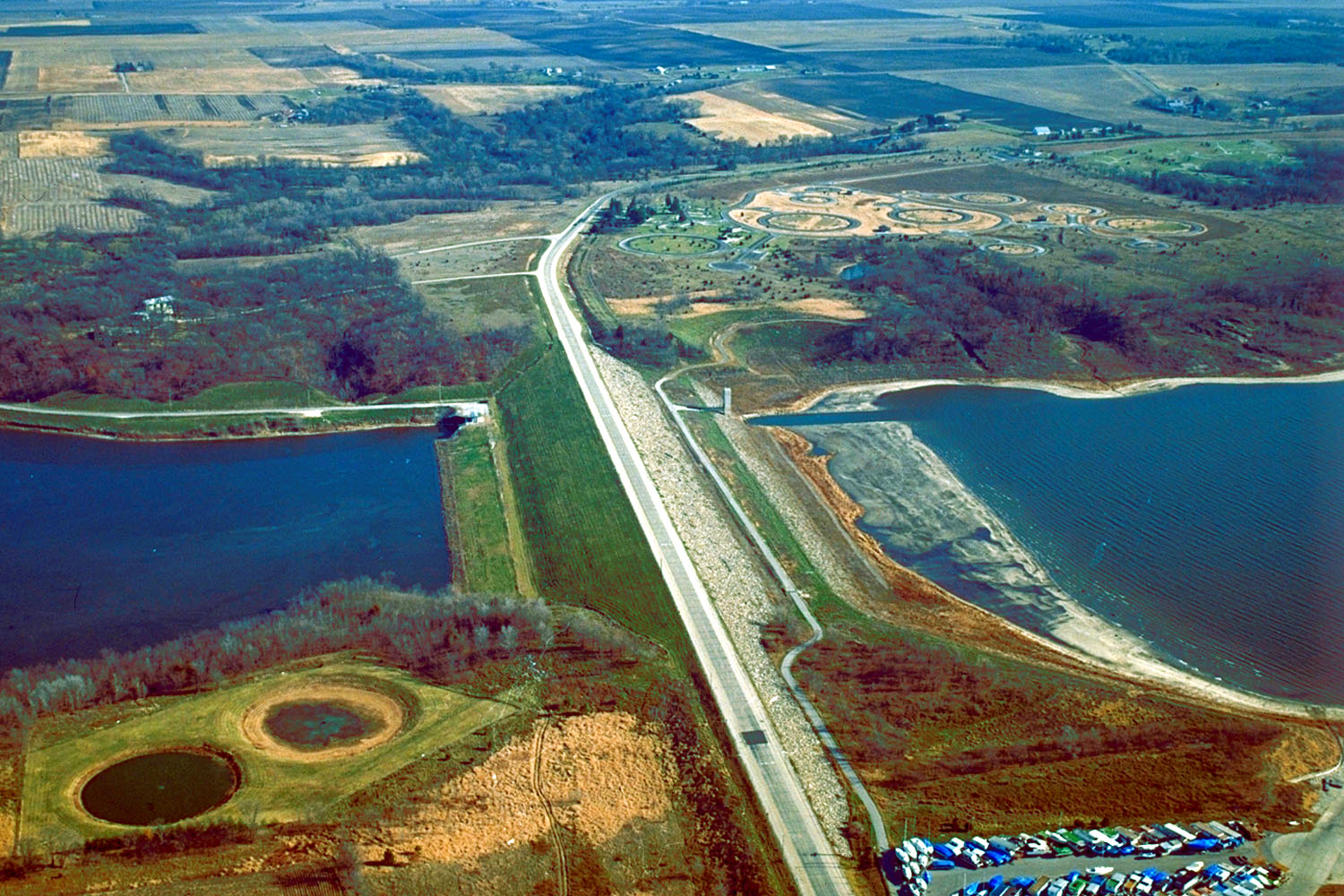
Barrier vízgyűjtő, Saylorville tó
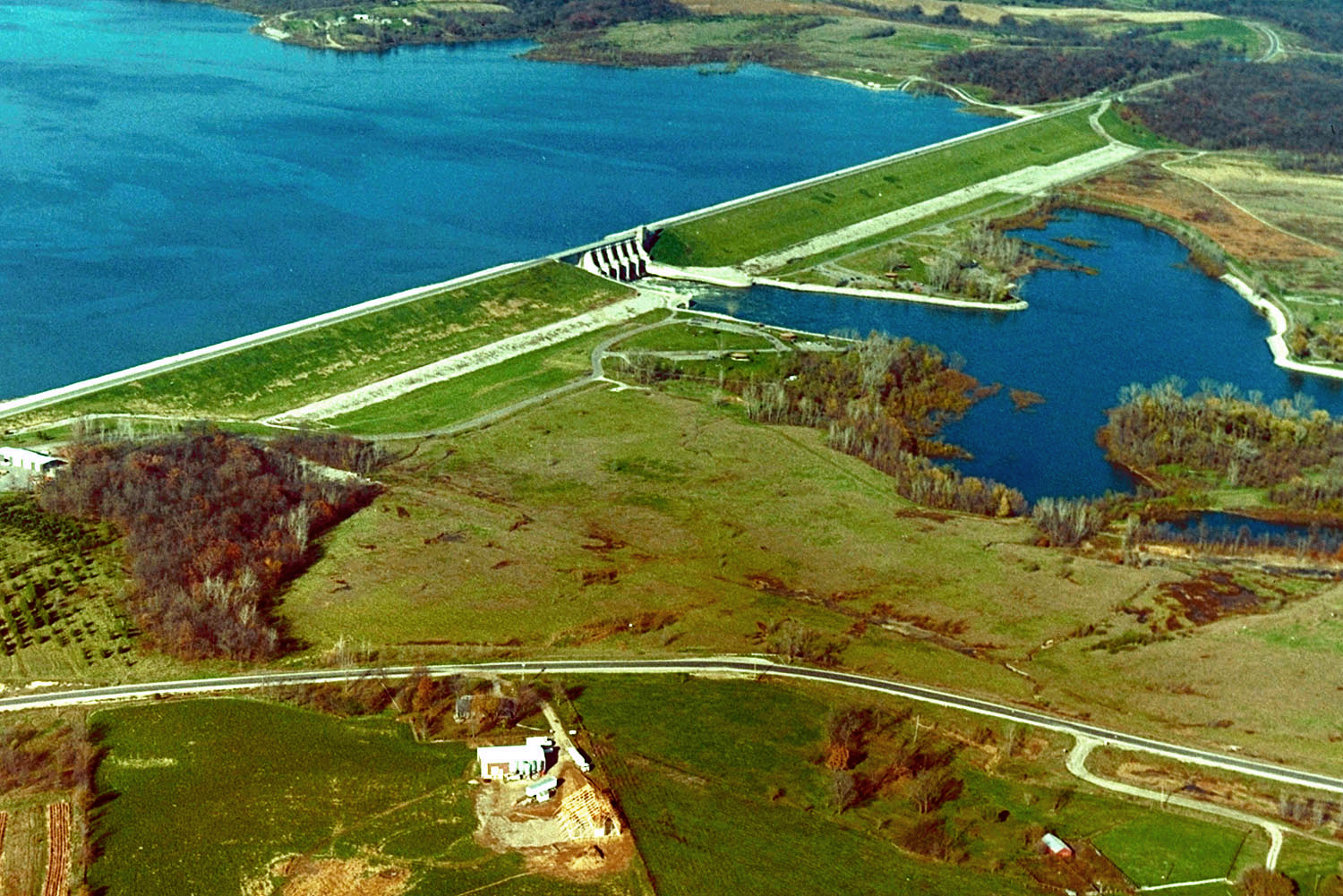
Red Rock vízgyűjtő és tó

### Éghajlat
Iowa éghajlata, mint a legtöbb középnyugati államé, párás kontinentális éghajlat, szélsőséges meleg és hideg hőmérséklettel, valamint nagy hőingadozással. Az átlagos évi hőmérséklet Des Moines környékén 10 °C; az állam más részein 8 °C, míg  Keokuk környékén a Mississippi közelében 12 °C. Télen a sűrű hóesés, tavasszal a szeszélyes időjárás megszokott. Átlagosan évente 50 nap várható viharos tevékenység az állam területén. A tavaszi és a nyári hónapokban nem ritka a tornádó: évente átlagosan 27 tornádóval számolnak.
A nyár párás, forró, a nappali hőmérséklet többnyire 32 °C, de előfordul 38 °C is.
| Havi normál magas és alacsony hőmérséklet különböző városokban () |            |           |           |          |           |            |           |           |            |          |          |           |
| Város                                                             | Január     | Február   | Március   | Április  | Május     | Június     | Július    | Augusztus | Szeptember | Október  | November | December  |
| Davenport                                                         | -1.1/-11   | 2,2/-7,7  | 8,8/-1,6  | 16,1/3,8 | 22,7/10   | 27,7/15,5  | 30/18,3   | 28,8/16,6 | 25/11,6    | 17,7/5,5 | 8,8/-1,1 | 1,6/-7,7  |
| Des Moines                                                        | -1,6/-11,1 | 1,6/-7,7  | 8,8/-1,6  | 16,1/4,4 | 22,2/10,5 | 27,7/16,1  | 30/18,8   | 28,8/17,7 | 24,4/12,2  | 17,7/5,5 | 8,3/-1,6 | 0,5/-8,3  |
| Dubuque                                                           | -3,8/-12,7 | -0,5/-9,4 | 6,1/-3,3  | 13,9/3,3 | 20,6/9,4  | 26,1/14,44 | 27,8/16,7 | 26,7/15,6 | 22,2/11,1  | 15,6/4,4 | 6,7/2,2  | -1,1/-9,4 |
| Sioux City                                                        | -1,7/-13,3 | 1,7/-9,4  | 8,33/-3,3 | 16,7/2,8 | 22,8/9,4  | 27,8/14,4  | 30/17,2   | 28,9/16,1 | 24,7/10    | 17,8/3,3 | 7,2/-3,9 | 0/-15,6   |
| Waterloo                                                          | -3,3/-14,4 | 0/-10,6   | -7,2/-3,9 | 15,6/2,2 | 22,2/8,9  | 27,8/14,4  | 29,4/16,7 | 28,3/15,6 | 23,9/10    | 16,7/3,3 | 7,2/-3,9 | 0,6/-11,1 |

## Történet

### Prekolumbán korszak
Amikor 13 000 évvel ezelőtt a pleisztocén jégkorszakban telepedtek le, s a terület, ami ma Iowa gleccserekkel tarkított vidék volt. Az európaiak megjelenése előtt bonyolult társadalmi, politikai és gazdasági viszonyok alakultak ki, ahol a lakosság vadászattal és földműveléssel foglalkozott.
Ez az átalakulás az archaikus korszakban, kb. 10 500-2800 évvel ezelőtt játszódott le, amikor az őslakosság beilleszkedett a környezetbe, s feladva a vándorlást letelepedett, s a lakosság száma megnövekedett.
Kb. 3000 évvel ezelőtt, a késői archaikus korban, az indiánok növénytermesztéssel kezdtek foglalkozni. Ahogy egyre inkább a mezőgazdaság lett a gazdasági élet alapja, megkezdődött az osztályok kialakulása, ezen belül elkülönültek a különböző foglalkozások, s a társadalmi szervezet egyre bonyolultabbá vált.
A történelem előtti időszak vége felé, amely kb. i. e. 900 körül kezdődött, végleges települések alakultak ki, s a lakosság széles körű kereskedelmi tevékenységet folytatott.
Új törzsek és az európaiak megjelenése általános megbolydulást váltott ki, s drámai változások történtek.

### Európaiak megjelenése
Már a francia felfedezők előtt az itt élő indián törzsek kereskedelmi tevékenységet folytattak a fehérekkel.
1634-ben Jean Nicolet és a Nagy-tavak felfedezői közül mások megerősítették a nyugati siou és alfongui indiánok jelenlétét.
Az első francia felfedezők Louis Joliet és Jacques Marquette voltak, akik 1673 júniusában a Wisconsin folyón felhajóztak Iowa területére, majd folytatták útjukat a Mississippin, majd később a francia Hennepin szerzetes követte őket s kontaktust teremtett a helyi sac és meskwaki fox törzzsel. A felfedezők észrevették, hogy a talaj jó minőségű, megművelésre alkalmas, mégis az első fehér embert,  aki itt letelepedett, Julien Dubuque, az ólom bányák kiaknázása érdekelte. Az indiánokkal megállapodott, s a Mississippi partján, ahol ma a róla elnevezett város Dubuque áll, ólom bányát nyitott. 1803-ban az állam a Louisiana Purchase részeként az Egyesült Államok része lett. Ezután az Államok felfedezőket küldött Iowa felderítésére. Zebulon M. Pike a Mississippi, Lewis és Clark a Missouri környékét mérte fel.

### Első telepesek
Az amerikai állam az 1830-as években szabályos harcot vívott az itt élő törzsekkel, akik vezetője Fekete Sólyom volt. Az ellenállás letörése után megkezdődtek a letelepülések.
Az első telepesek, akik hivatalosan telepedtek le Iowa államban családok voltak Illinois, Indiana, és Missouri államokból. Ezután már gyorsan megindult a földfoglalás, a közigazgatás megszervezése és 1846. december 28-án felvételt nyert az Unióba Floridával együtt. Az egyensúly továbbra is fenn maradt, mert Florida rabszolgatartó volt Iowa pedig nem.

### Polgárháborúés azt követő időszak
A polgárháború idején Iowa az Uniót támogatta, s Lincolnra szavaztak. A déli és a katolikus telepesek háború ellenes tüntetéseket szerveztek.
Csata nem volt az állam területén, de Iowa élelmiszer és egyéb utánpótlásokat küldött a hadseregnek és a keleti városoknak.
A háború után az állam lakossága gyors ütemben kezdett nőni. 1860-ban 674 913 lakosa volt, viszont 1870-ben már 1 194 020 lakost számláltak.
1917-ben az Egyesült Államok belépett az első világháborúba. Ez jelentős változást hozott az iowaiak életében, mivel többnyire farmerek voltak. A háború kezdetén, 1914-ben, a gazdaság virágzott. Az első mezőgazdaságon alapuló ipar az 1870-es években indult fejlődésnek, s így a manufaktúrák gyors fejlődésnek indultak.
A második világháború idején jelentősen megnőtt a manufaktúrák száma. Az állam gazdasági életében továbbra is a mezőgazdaság játszott fő szerepet, de emellett különböző gyárak épültek, a elkezdték hűtőszekrény, mosógép és mezőgazdasági eszközök gyártását. Élelmiszer termékei világszerte ismertek.

## Népesség

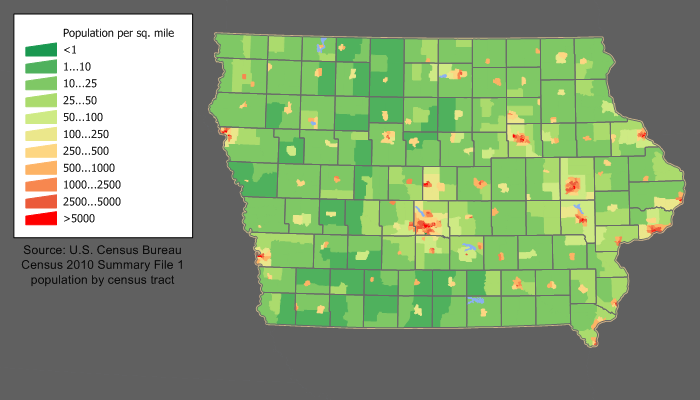
Iowa népsűrűségi térképe

A 2007. évi felmérések alapján Iowa lakosainak száma 2 988 046 fő volt, a hét évvel korábbinál 61 722 fővel több, azaz 2,1%-os növekedést mutatott. Ezek az adatok tartalmazzák a természetes növekedés arányát is (53 706 fő: a születések száma 197 163, a halálozások száma 143 457 volt). A migráció következtében a lakosság száma 11 754 fővel csökkent.
Iowa lakosságának 6,1%-a 5 év alatti, 22,6%-a 18 év alatti, 14,7% pedig 65 éves vagy idősebb volt. A férfiak aránya 49,2%.
A lakosság túlnyomó része nyugat-európai leszármazott. A származás arány szerinti megoszlása a következő: a legnagyobb csoport a német származásúak közössége (35,7%), az ír származásúak aránya 13,5%, az angol leszármazottak aránya 9,5%, az őslakosok leszármazottainak aránya 6,6%, a norvég származásúak aránya pedig 5,7% volt. Iowa lakosainak 3,3%-a (97 000 fő) külföldön született.
Rassz szerinti megoszlás: a fehér rasszba (a spanyol kivételével) tartozik a népesség 91%-a, hispániai vagy spanyol 3,8%, afro-amerikai 2,5%, ázsiai 1,6%, amerikai indián 0,4%; a lakosság 1%-a több rassz keveréke.

### Vallás
A 2001. évi felmérések szerint a vallás szerinti megoszlás a következő volt: 52% protestáns, 23% római katolikus, 13% nem vallásos és 5% nem válaszolt.

### Nyelvi közösségek
Az Iowában beszélt angol két nyelvterületre oszlik. Észak-Iowa lakossága, beleértve Sioux City, Fort Dodge, és Waterloo városok környékét, az észak-közép-amerikai angol dialektust beszélik, melyet Észak-Dakota, Dél-Dakota, Minnesota, Wisconsin és Michigan államokban is használnak.
Közép- és Dél-Iowában, beleértve Council Bluffs, Des Moines és Iowa City környékét, az északi belföldi dialektust beszélik, mely Nebraska, Közép-Illinois és Észak-Indiana államokban is fellelhető.

### Legnagyobb városok

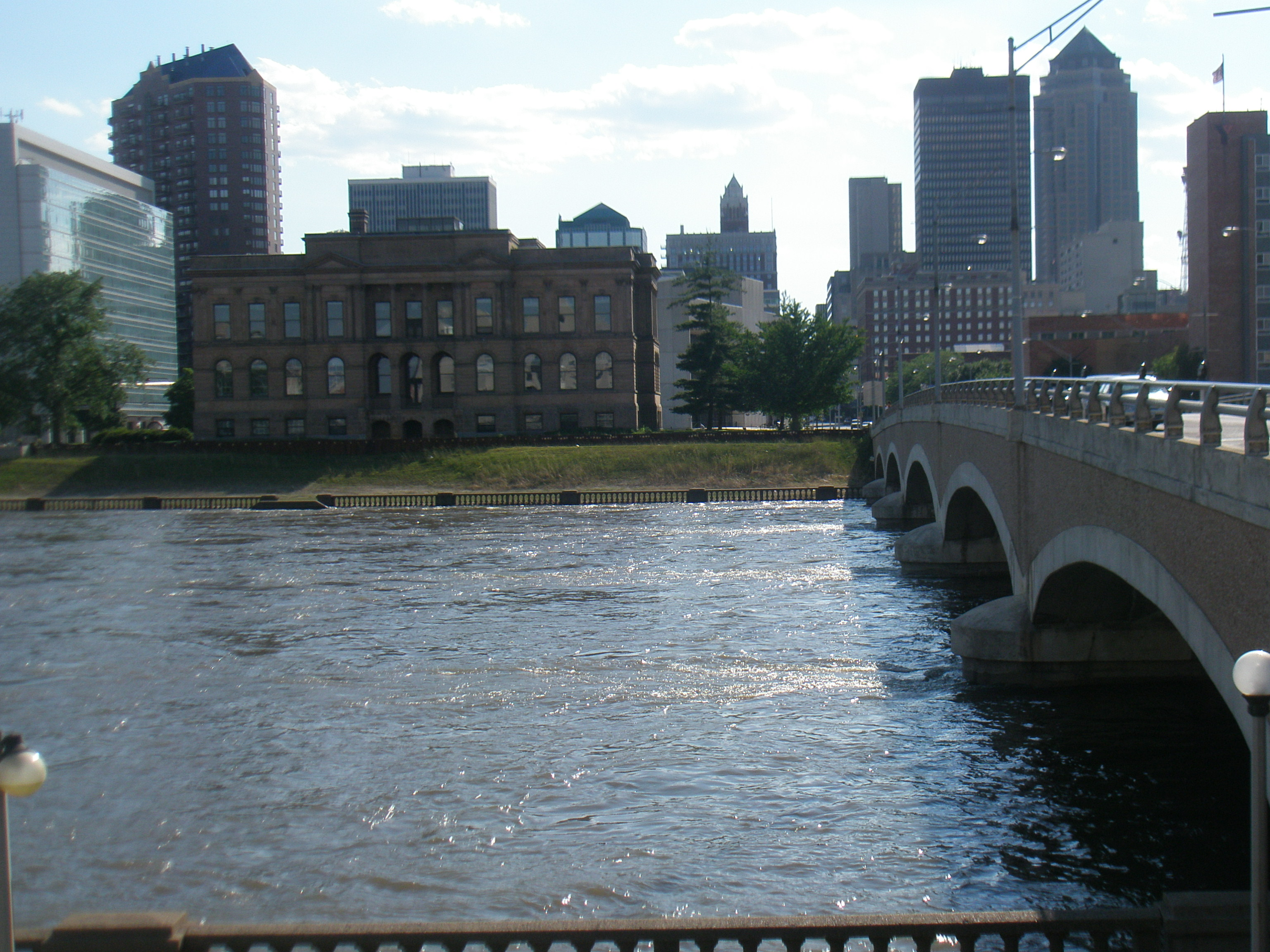
Des Moines

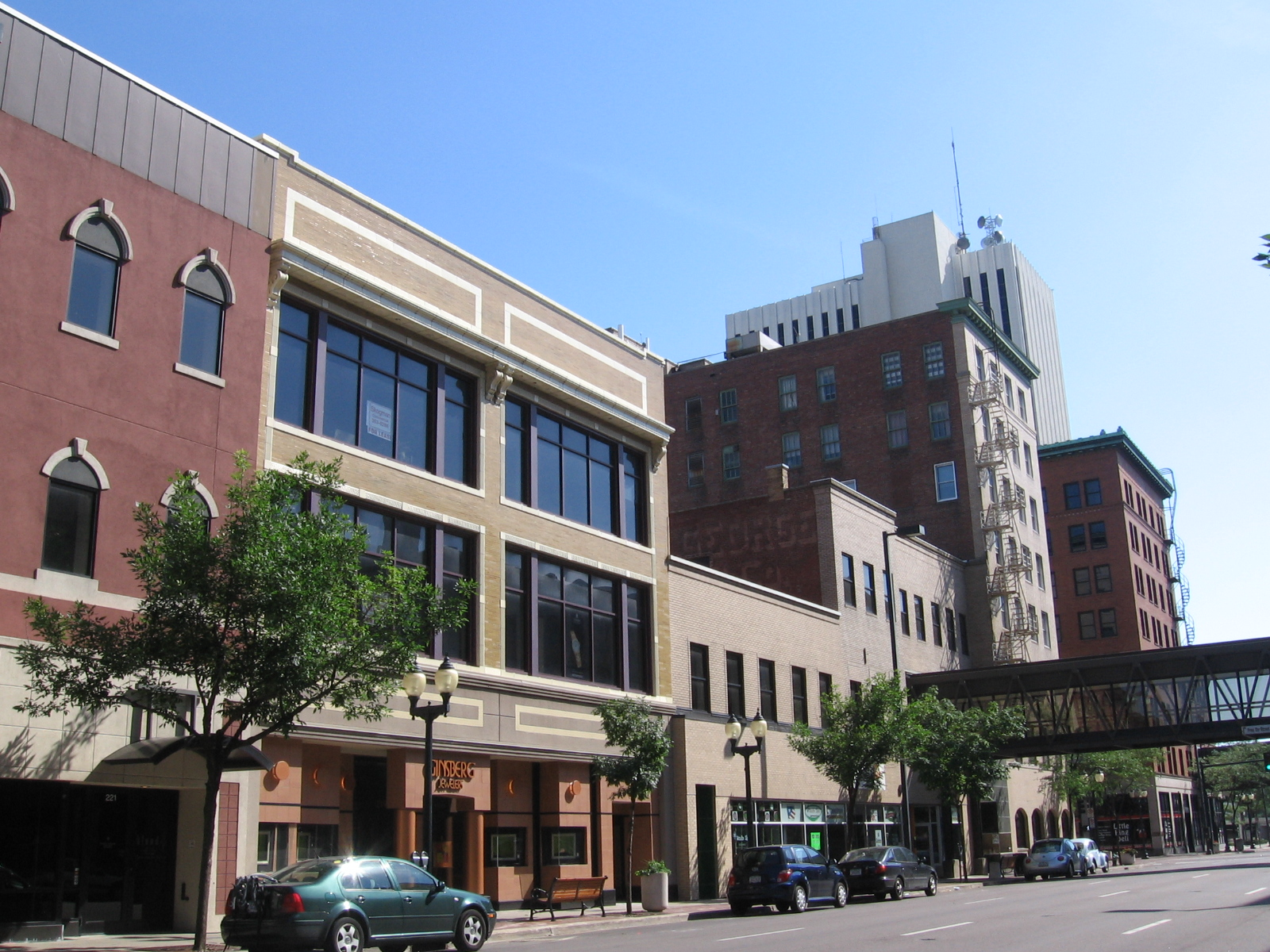
Cedar Rapids

| Város           | Megye                | Lakosság (2010, fő) |
| --------------- | -------------------- | ------------------- |
| Des Moines      | Polk, Dallas, Warren | 203 433             |
| Cedar Rapids    | Linn                 | 126 326             |
| Davenport       | Scott                | 99 685              |
| Sioux City      | Woodbury, Plymouth   | 82 684              |
| Waterloo        | Black Hawk           | 68 406              |
| Iowa City       | Johnson              | 67 862              |
| Council Bluffs  | Pottawattamie        | 62 230              |
| Ames            | Story                | 58 965              |
| Dubuque         | Dubuque              | 57 637              |
| West Des Moines | Polk, Dallas, Warren | 56 609              |

## Közigazgatás

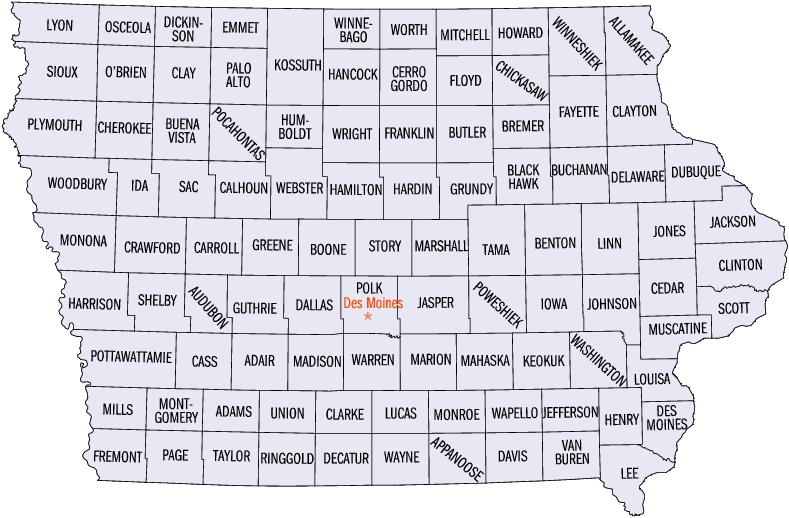
Iowa megyéi

Iowa államnak 99 megyéje van. Az egyik északi megyét Kossuth Lajosról nevezték el.
Iowa állam törvényhozói testülete egy Képviselőházból és egy Szenátusból áll.

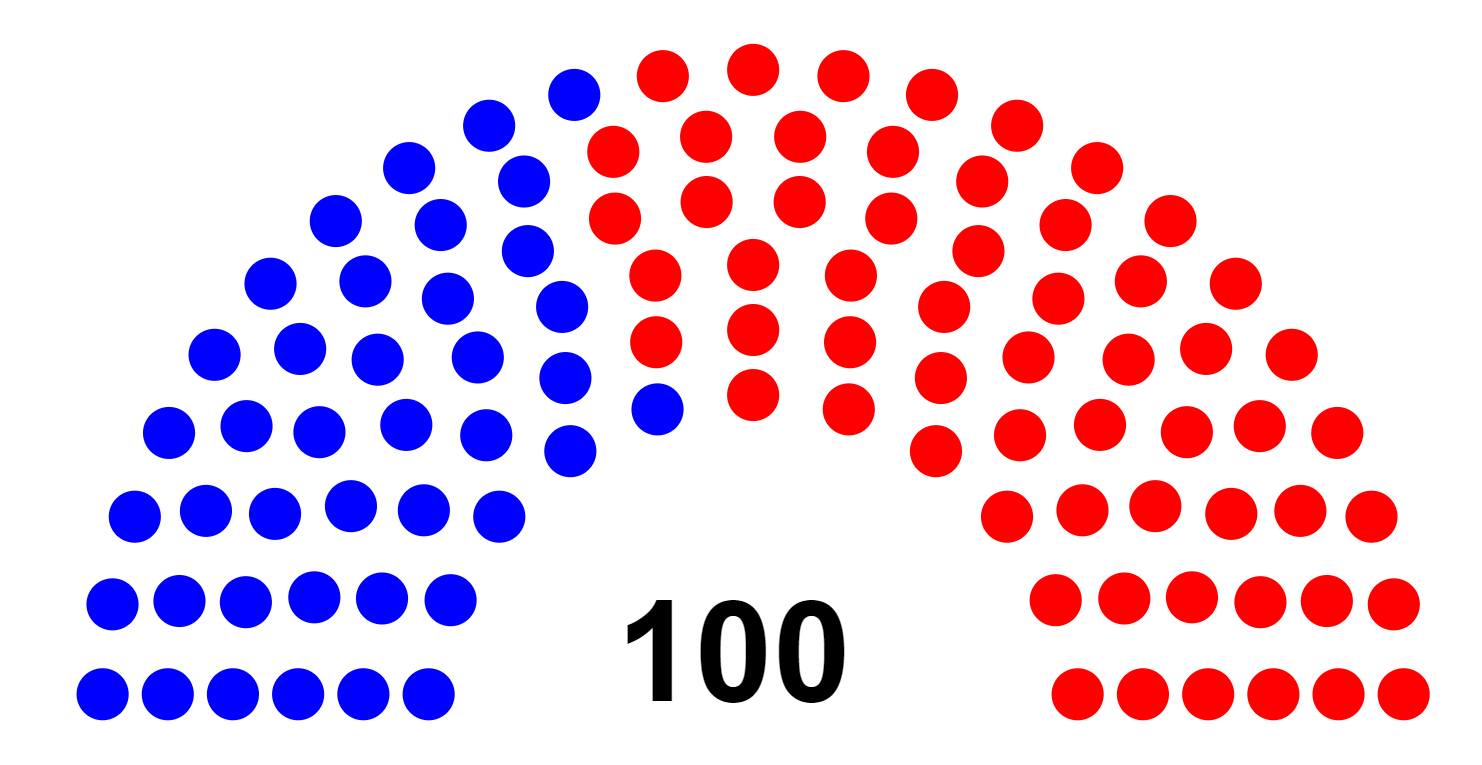
Képviselőőház (Összetétel: 2020-)

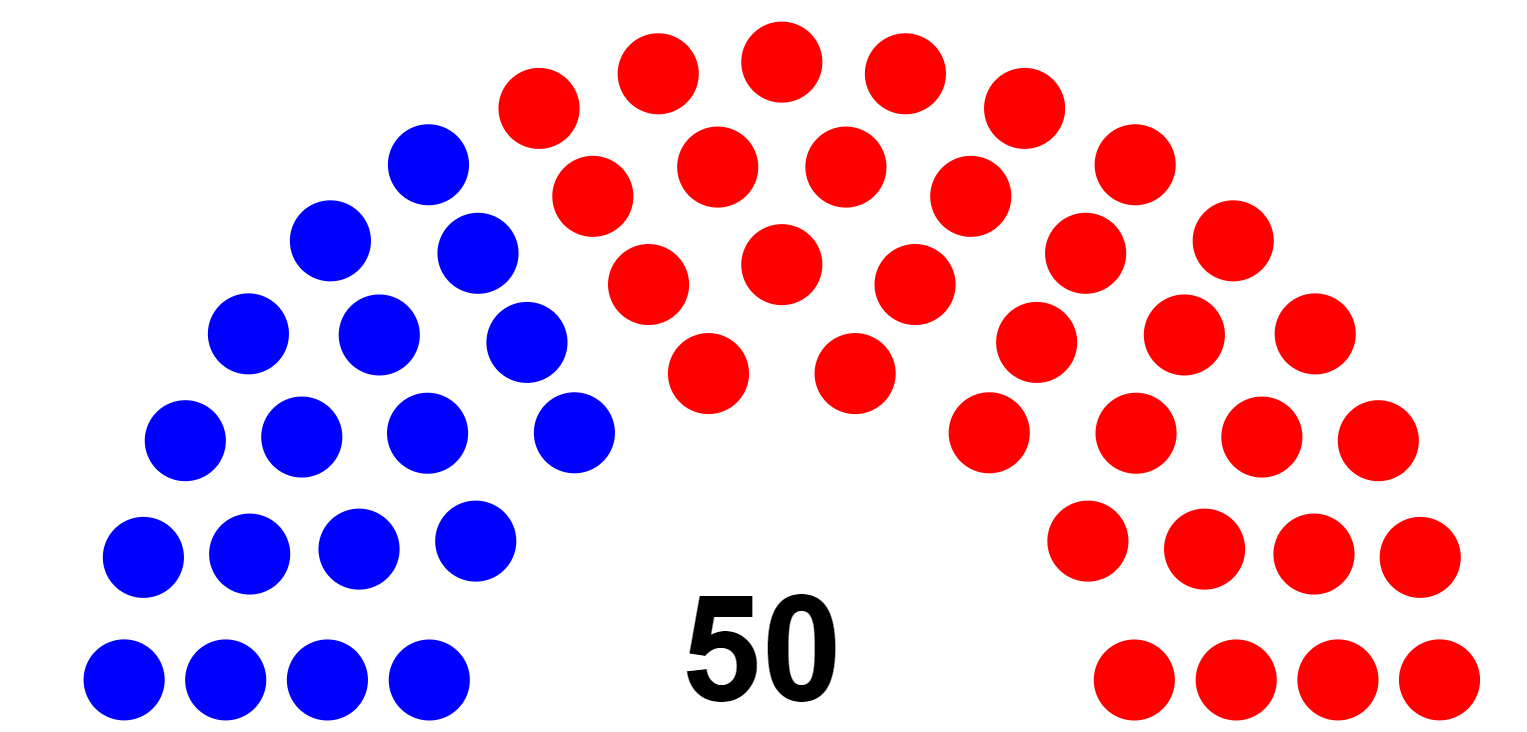
Szenátus (Összetétel: 2020-)

## Gazdaság
Iowa legfőbb mezőgazdasági termékei a kukorica, szójabab, búza, disznó, marha, tojás, tej és tejtermékek. Ipari tevékenysége az élelmiszer feldolgozás, gépek, elektromos berendezések, kémiai termékek előállítása. Nemzeti szinten Iowa állítja elő a legnagyobb mennyiségű etanolt. Des Moines sok ipari biztosítás központja. A 2005. évi összállami termék 113,5 billió USA dollár, az egy főre eső kereset 23 340 USA dollár volt.
A mezőgazdasággal kapcsolatos üzleti tevékenység 16,4%-át teszi ki a teljes gazdaságnak, míg bevételét tekintve 24,3%-át hozza az állam teljes bevételének. Ez alacsonyabb, mint az iparral kapcsolatos tevékenység aránya: az ipari tevékenység a gazdaság 22,4%-át és az összbevétel 26,5%-át alkotja.

## Nevezetességek
- Des Moinesból származik a Slipknot nevű nu metal banda.
- John Wayne szülőháza Wintersetben található.
- Iowa államban, West Branchben született az Egyesült Államok 31. elnöke, Herbert Hoover.
- A Star Trek tudományos-fantasztikus franchise kronológiája szerint az iowai Riverside város szülötte (lesz) James T. Kirk kapitány, 2233-ban

### Mesterséges dombok (Mississippi kultúra)

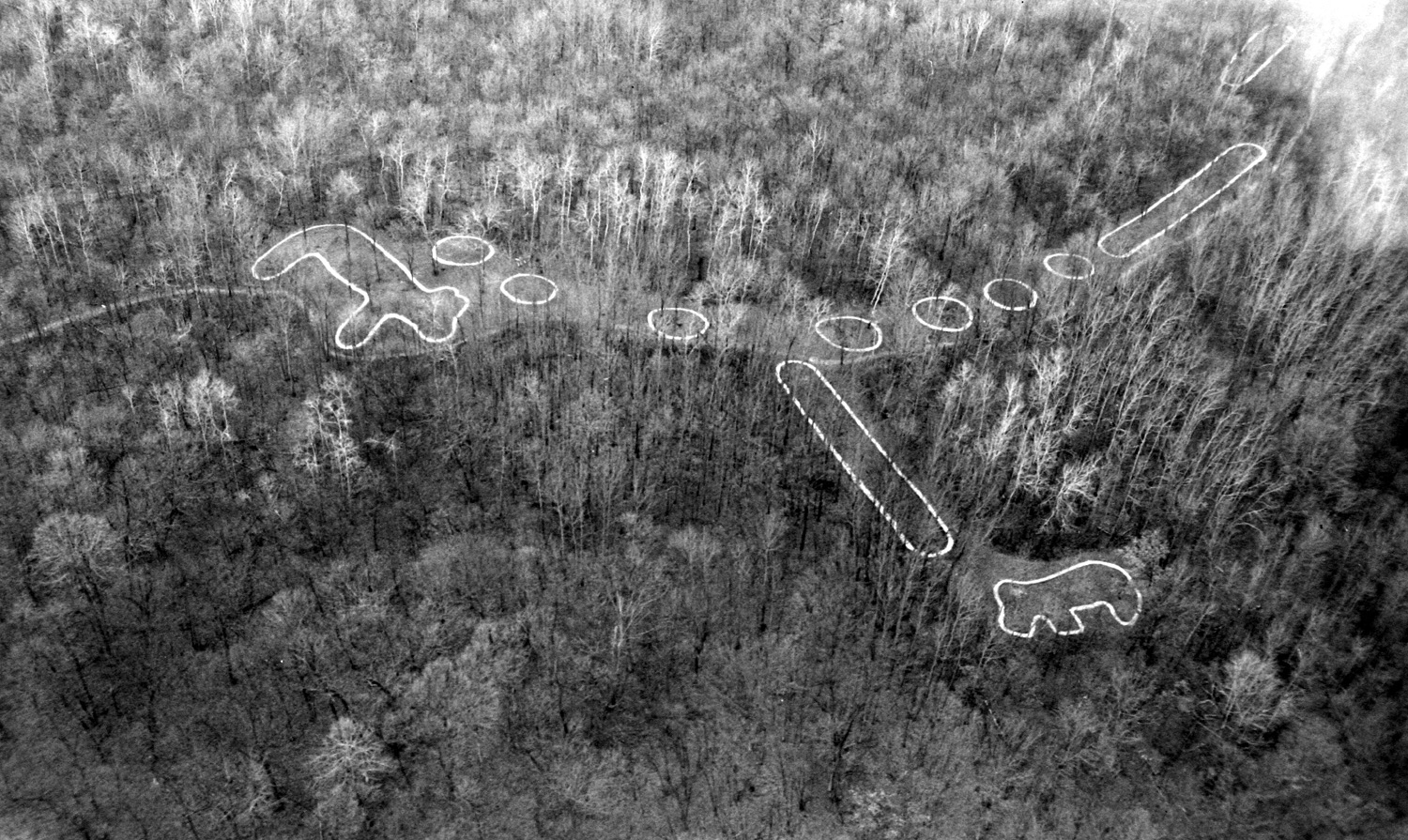
Nagy Medve domb
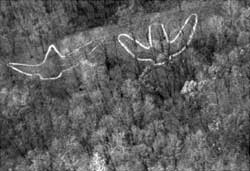
Madár domb
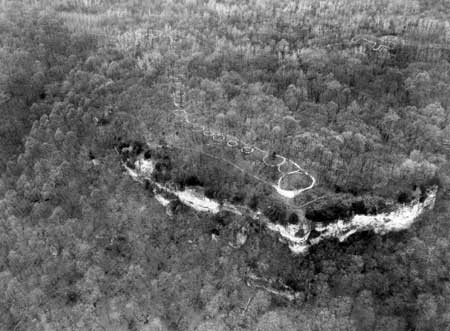
Tűz pont domb
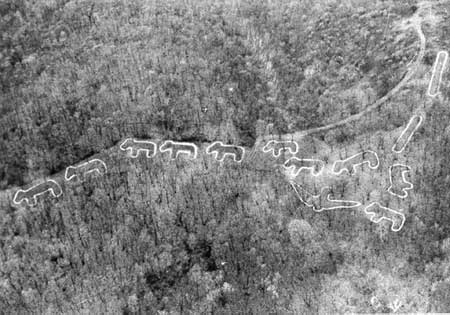
Vonuló medvék domb
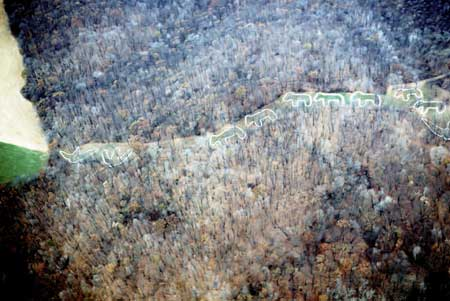
Vonuló medvék domb
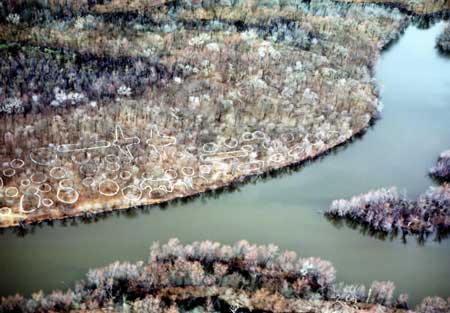
Sny magill domb
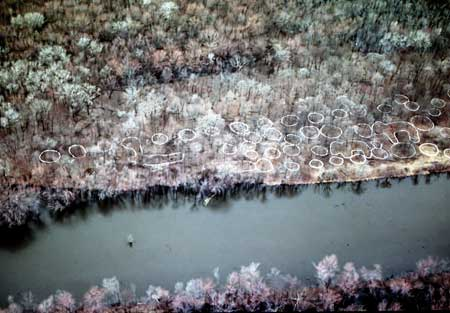
Sny magill domb